# Turbojet
A Turbojet egy orosz sugárhajtású motorvonat volt. Összesen 1 db készült belőle 1970-ben. A vonat 28 méter hosszú volt és 54 tonna, a 7,4 tonna üzemanyaggal együtt. Maximális sebessége 250 km/h volt.
Egy másik hasonló kísérleti járművet próbált ki a New York-i Központi Vasút 1966-ban. Az M-497 Black Beetle motorkocsijuk 296 km/h sebességet ért el.